# Перховта
Перховта — деревня в Белозерском районе Вологодской области.
Входит в состав Антушевского сельского поселения, с точки зрения административно-территориального деления — в Антушевский сельсовет.
Расположена на берегу Лозского озера. Расстояние по автодороге до районного центра Белозерска составляет 21 км, до центра муниципального образования села Антушево — 6 км. Ближайшие населённые пункты — Большие Новишки, Никоновская, Пальцево.
Население по данным переписи 2002 года — 47 человек (24 мужчины, 23 женщины). Преобладающая национальность — русские (98 %).